# Розтока Велика
Розтока Велика (пол. Roztoka Wielka) — лемківське село на Закерзонні, в Польщі, у гміні Лабова Новосондецького повіту[джерело?] Малопольського воєводства.
Населення — 392 особи (2011).

## Розташування
Лежить на берегах потоку Розточа — лівої притоки річки Камениця Навойовська (права притока Дунайця) в Низьких Бескидах при державній дорозі № 75.

## Історія
В 1600 році Розтока відповідно до угоди в переліку 25 гірських сіл перейшла від князів Острозьких до князів Любомирських.
В 1636 р. сільський парох Андрій Улюцький за 100 поль. золотих купив так звану
«Павловську Ріллю».
З листопада 1918 по січень 1920 село входило до складу Лемківської Республіки.
До середини XX ст. в регіоні переважало лемківсько-українське населення. У 1939 році з 560 жителів села усі 560 — українці. До 1945 р. в селі була греко-католицька парохія Мушинського деканату, до якої також належало село Крижівка; метричні книги велися з 1781 року.
Після Другої світової війни Лемківщина, попри сподівання лемків на входження в УРСР, була віддана Польщі, а корінне українське населення примусово-добровільно вивозилося в СРСР. Згодом, у період між 1945 і 1947 роками, в цьому районі тривала боротьба між підрозділами УПА та радянським військами. Ті, хто вижив, 1947 року під час Операції Вісла були ув'язнені в концтаборі Явожно або депортовані на понімецькі землі Польщі, натомість заселено поляків.
У 1975—1998 роках село належало до Новосондецького воєводства.

## Демографія
Демографічна структура станом на 31 березня 2011 року:
|          | Загалом | Допрацездатний вік | Працездатний вік | Постпрацездатний вік |
| -------- | ------- | ------------------ | ---------------- | -------------------- |
| Чоловіки | 202     | 56                 | 129              | 17                   |
| Жінки    | 190     | 67                 | 94               | 29                   |
| Разом    | 392     | 123                | 223              | 46                   |

## Пам'ятки
- В селі збереглася давня дерев'яна церква святого Димитрія 1819 року зі здебільшого збереженим внутрішнім оздобленням та із дзвоном 1695 року (тепер переобладнана на костьол).